# Thomas Skidmore (Historiker)

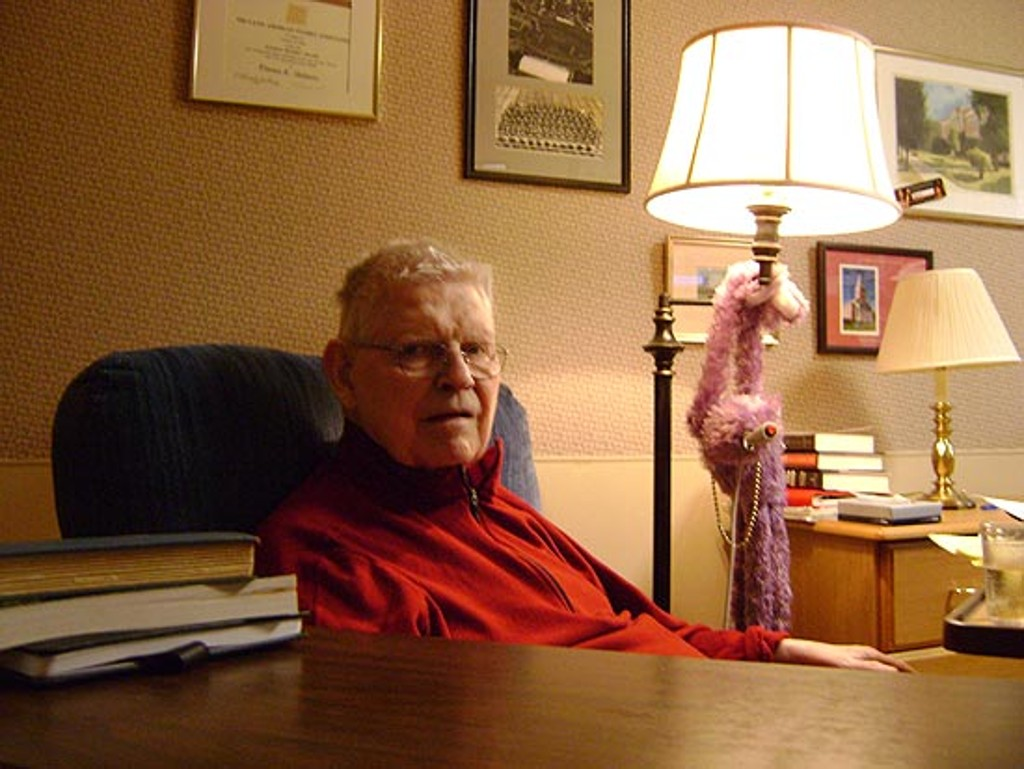
Thomas Skidmore, 2016

Thomas Elliot Skidmore (* 22. Juli 1932 in Troy (Ohio); † 11. Juni 2016) war ein US-amerikanischer Historiker und Spezialist für Brasilianische Geschichte.
Skidmore promovierte 1960 an der Harvard University mit einer Dissertation über Leo von Caprivi. Danach befasste er sich mit Lateinamerika nach der Kubanischen Revolution. Sein Postdoktorat an derselben Universität bezog sich auf Brasilien. Ab 1966 arbeitete Skidmore an der University of Wisconsin–Madison in Madison, wo er 1968 Ordinarius wurde. 1967 veröffentlichte er Politics in Brazil: 1930-64, An Experiment in Democracy. 1986 wechselte er zur Brown University über.
1972/1973 war Thomas Skidmore Präsident der Latin American Studies Association.